# Rêve récurrent
Un rêve récurrent ou répétitif est un rêve que l'on expérimente de manière répétée au cours d'une longue période. Ces rêves peuvent être agréables ou cauchemardesques et diffèrent en fonction de la personne et de son expérience. 

## Thèmes courants de rêves répétitifs
Certains thèmes récurrents ont été identifiés par le biais d'analyses et d'études psychologiques. Parmi eux, rêver d'être pourchassé et poursuivi ressort à maintes reprises comme étant le thème récurrent le plus expérimenté. Les thèmes suivants représentent plus de la moitié des rêves récurrents :
- Rencontrer des difficultés dans l'entretien de la maison
- Les dents qui tombent - Sigmund Freud croyait que si une femme rêvait en permanence que ses dents tombaient, cela signifiait qu'elle attendait un enfant sans en avoir connaissance. Il pensait que si un homme faisait ce rêve, c'est qu'il avait peur de la castration[2].
- Découvrir de nouvelles pièces dans une maison - Freud croyait que les maisons représentaient des corps. D'autres estimaient que cela représentait le rêveur découvrant de nouvelles choses sur lui-même ou sur son propre potentiel[2].
- Perdre le contrôle d'un véhicule
- Ne pas réussir à trouver les toilettes
- Avoir la capacité de voler

Les sujets des rêves récurrents sont variés. Les exemples suivants sont également fréquents :
- Être attaché ou bien se trouver dans l'incapacité de se déplacer (cf. la paralysie du sommeil)
- Se retrouver nu dans un lieu public
- Redoubler une classe ou échouer à un examen
- Perdre l'usage de la parole
- S'échapper ou être pris au piège dans une tornade/tempête
- Se noyer, ou alors étouffer
- Retrouver des objets perdus
- Ne pas réussir à allumer la lumière de chez soi
- Être avec son/ sa compagnon/e.

## Les troubles psychologiques associés aux rêves récurrents
Plusieurs troubles psychologiques peuvent être associés aux rêves récurrents :
- Le Syndrome du Stress Post-Traumatique (SPT) : les personnes souffrant de stress post-traumatique sont régulièrement sujettes aux rêves récurrents. Ces derniers sont considérés comme des cauchemars chroniques agissant à la manière du symptôme du SPT. Une étude a révélé que le degré du traumatisme était corrélé à la détresse occasionnée par ces rêves [3]
- L'anxiété : un indice suggérant que les rêves répétitifs se produisent au cours des périodes de stress et qu'ils cessent une fois le problème résolu[4].
- Le trouble obsessionnel-compulsif
- L'épilepsie[5]

## Les explications possibles aux rêves récurrents
Il existe plusieurs explications possibles aux rêves récurrents :
- La théorie de la simulation d'une menace - Cette théorie fut proposée par Antti Revonsuo, elle affirme que la fonction biologique du rêve est de simuler un événement menaçant, puis de répéter les comportements de fuite face à la menace. Cependant, cette théorie n'a pas fait l'unanimité. Zadra et al. ont trouvé dans une étude sur cette théorie que 66% des rêves récurrents comportaient au moins une menace. Pour la plupart, ces menaces impliquaient un danger et étaient propre à chaque rêveur. En revanche, ils ont également constaté que moins de 15% des rêves récurrents correspondaient à des situations réalistes qui pourraient mettre en danger la personne. Ils ont également constaté que le rêveur n'arrivait généralement pas à fuir la menace. Ces recherches ne permettent pas de corroborer à la théorie proposée originellement par Revonsuo[6].
- La théorie de la Gestalt sur les rêves - Selon cette théorie, les rêves répétitifs sont le reflet du déséquilibre psychique actuel de la personne. En transmettant ce déséquilibre à la conscience par le biais du rêve récurrent, il est possible pour la personne de retrouver son équilibre intérieur
- Freud interprétait les rêves traumatisants répétitifs comme étant la manifestation de névroses obsessionnelles compulsives.
- Jung considérait les rêves récurrents comme acteurs importants dans l'intégration de la psyché.
- La théorie culturaliste sur les rêves, mise en avant par Walter Bonime (1909-2001) en 1962, soutient que les rêves récurrents représentent une absence de changement positif ou de développement de la personnalité d'un individu.
- La théorie des rêves lucides soutient que certaines personnes font des rêves récurrents et que c'est un phénomène naturel[7].

## Les méthodes de traitement contre les rêves récurrents
Plusieurs méthodes de traitement contre les rêves récurrents existent :
- La pratique de techniques de relaxation et d'exercices d'imagerie mentale avant d'aller dormir est une suggestion de traitement reconnue.[réf. nécessaire]En s'imaginant en train de rêver tout en visualisant une tâche intentionnelle à effectuer pendant le rêve, la personne se souviendra d'accomplir cette action lorsqu'elle sera réellement en train de rêver. Par la suite, lorsque cette tâche se produira dans le rêve, cela agira comme un signal de prérépétition afin de rappeler à la personne qu'elle est en train de rêver, lui permettant ensuite d'interagir avec l'imagerie du rêve. Une fois cette étape passée, la personne peut consulter un thérapeute afin d'étudier la meilleure manière de modifier son rêve récurrent et de le rendre ainsi moins traumatisant. Les solutions proposées sont nombreuses et variées.
- Affronter et vaincre le moment redouté, suggéré par Garfield en 1974.
- Modifier un petit passage du rêve, suggéré par Halliday en 1982.
- Engager son Moi du rêve dans un dialogue conciliatoire avec les formes de rêves hostiles, suggéré par Tholey en 1988